# ميشيل روسو (دراج)
ميشيل روسو (بالفرنسية: Michel Rousseau)‏ (مواليد 5 فبراير 1936 في باريس - 23 سبتمبر 2016)، هو دراج فرنسي سابق. سبق أن شارك في دورة الألعاب الأولمبية الصيفية وفاز بميدالية أولمبية.

## الميداليات
| الميدالية | المسابقة                       |
| --------- | ------------------------------ |
| ذهبية     | الألعاب الأولمبية الصيفية 1956 |

## روابط خارجية
- ميشيل روسو على موقع أرشيف الدراجات (الإنجليزية)
- ميشيل روسو على موقع اللجنة الأولمبية الدولية (الإنجليزية)
- ميشيل روسو على موقع أوليمبيديا (الإنجليزية)